# Jung Jong-hyun

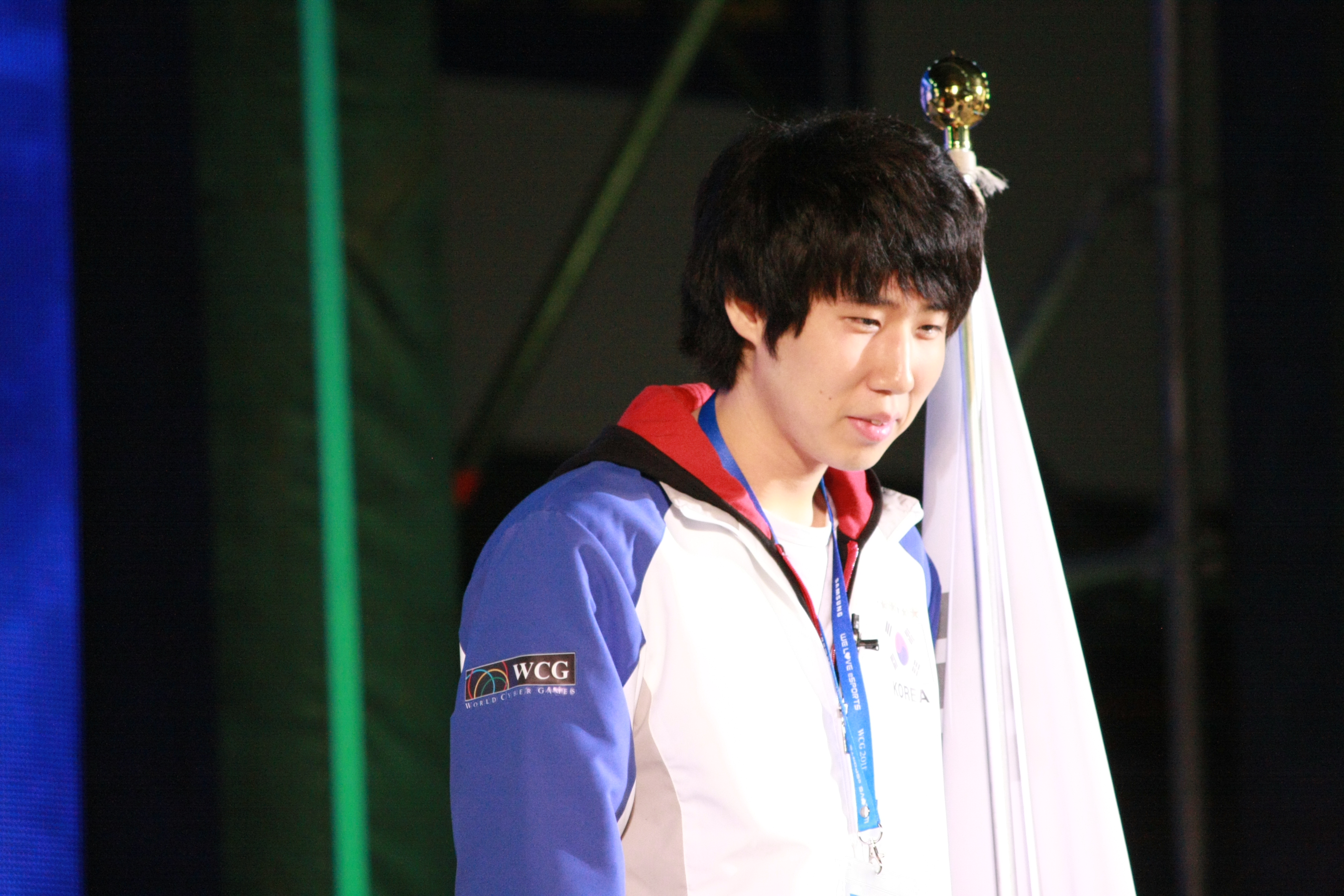
Mvp nach dem Sieg bei den World Cyber Games 2011

Jung „Mvp“ Jong-hyun (* 12. Februar 1991) ist ein professioneller südkoreanischer E-Sportler in dem Computerspiel StarCraft 2. Jung Jong-hyun ist neben NesTea einer der fünf Mitbegründer des Teams Incredible Miracle, welches von fünf ehemaligen Starcraft-Broodwar-Spielern gegründet wurde. Er ist seit Oktober 2014 nicht mehr aktiv.

## Werdegang
Jung Jong-hyun wurde von seinem Vater schon zu Broodwar-Zeiten dazu animiert, ein professioneller Starcraft-Spieler zu werden. Mvp konnte unter dem Namen anonymous schon ein wenig Aufsehen in Starcraft Broodwar erzeugen, vor allem durch diverse Spiele in Team-Liga Matches gegen Starcraft Größen wie NaDa oder Flash. Mvp hat diese Spiele zwar meist nicht gewonnen, aber konnte diesen Größen einzelne Sets abringen und auch Stork mehrfach besiegen. Sein größter Erfolg in StarCraft Broodwar war das Erreichen des Viertelfinales der 2010 Hana Daetoo Securities MSL.
Die offizielle StarCraft-2-Karriere von Mvp startete am 1. Oktober 2010 mit der Mitbegründung von Incredible Miracle. Zu dieser Zeit galt er als der beste Broodwar-Spieler, der zu StarCraft 2 gewechselt hatte. Jung Jong-hyun hat auch schon 2010 von sich reden gemacht, indem er der erste Spieler war, der über 3000 Punkte in der koreanischen Ladder erreichte. Kurz vor der 2011 GSL Season 1 konnte er auch seinen ersten großen Turniererfolg verbuchen, indem er das Gainward SC2 Tournament für sich entscheiden konnte.
In der 2011 GSL Code S Season 1 sollte es für Mvp gleich glücklich weiter gehen, indem er der erste terranische Gewinner der Global StarCraft II League (GSL) wurde. Die Erfolgsserie von Mvp sollte damit aber erst beginnen, denn im gleichen Jahr konnte er noch zwei GSL Code S Titel für sich verbuchen. Außerdem verbuchte er auch seine ersten internationalen Erfolge mit einem Sieg bei einem Major-League-Gaming-Turnier, der Blizzcon 2011 und bei den World Cyber Games 2011.
Im Jahr 2012 konnte Mvp bisher einen weiteren GSL Code S Titel für sich verbuchen und gehört nun neben NesTea zu den einzigen beiden Spielern, die drei oder mehr GSL Titel besitzen. Er konnte außerdem die IEM Season VII in Köln für sich entscheiden.

## Große Turnier-Erfolge in SC2
| Jahr      | Turnier                             | Platz        | Preisgeld |
| --------- | ----------------------------------- | ------------ | --------- |
| Jan. 2011 | Gainward SC2 Tournament             | 1. Platz     | 04.300 $  |
| Jan. 2011 | GSL January Code S                  | 1. Platz     | 45.000 $  |
| Apr. 2011 | GSL World Championship              | 1. Platz     | 27.000 $  |
| Juli 2011 | MLG Anaheim                         | 1. Platz     | 05.000 $  |
| Sep. 2011 | GSL August Code S                   | 1. Platz     | 46.000 $  |
| Okt. 2011 | GSL Oktober Code S                  | 2. Platz     | 18.500 $  |
| Okt. 2011 | BlizzCon 2011                       | 1. Platz     | 50.000 $  |
| Nov. 2011 | MLG Providence                      | 4. Platz     | 10.500 $  |
| Nov. 2011 | World Cyber Games 2011              | 1. Platz     | 20.000 $  |
| Nov. 2011 | Arena of Legends                    | 1. Platz     | 09.000 $  |
| Mai 2012  | GSL Season 2 Code S                 | 1. Platz     | 44.500 $  |
| Aug. 2012 | IEM Global Challenge VII – Köln     | 1. Platz     | 06.500 $  |
| Okt. 2012 | GSL Season 4 Code S                 | 2. Platz     | 42.633 $  |
| März 2013 | IEM Season VII – World Championship | 3. Platz     | 07.500 $  |
| Mai 2013  | WCS Season 1 Europe                 | 1. Platz     | 20.000 $  |
| Juni 2013 | WCS Season 1 Finals                 | 3. Platz     | 10.000 $  |
| Nov. 2013 | WCS Global Finals                   | 9.–16. Platz | 05.000 $  |

## Hintergründe
Jung Jong-hyun gibt an, so schnell zu StarCraft 2 gewechselt zu haben, da ihn die hohen Preisgelder der GSL angelockt haben und er mit den Preisgeldern seine Familie unterstützen wollte, welche eher in unteren Einkommensschichten anzusiedeln ist.